# Buk lesní
Buk lesní (Fagus sylvatica) je statný opadavý listnatý strom se štíhlým kmenem a pravidelnou vejčitou korunou, který může dorůstat výšky i přes 40 metrů. Jeho přirozený areál zahrnuje většinu Evropy, od jižní Itálie po Švédsko a od Portugalska po Turecko. Je jednou z nejvýznamnějších lesních dřevin v Evropě a dominantou přirozených středoevropských lesů od pahorkatin až do horských poloh. Má vysoce ceněné středně tvrdé a snadno štípatelné dřevo hnědé až narůžovělé barvy.

## Synonyma
- Fagus silvatica Linné, 1753 (jiná gramatická forma)
- Fagus sylvatica L. var. moesiaca (K. Malý) Hjelmquist (podle některých autorů kříženec F. sylvatica × orientalis)
- Fagus sylvatica L. subsp. moesiaca (K. Malý) Szafer, 1935
- Fagus moesiaca (K. Malý) Domin 1932 ex Czeczott, 1933

Někteří taxonomové považují Fagus orientalis Lipsky, 1898 pouze za poddruh nebo varietu Fagus sylvestris, např. Fagus sylvatica subsp. orientalis (Lipsky) Greuter & Burdet, 1981.
V některých jiných jazycích se Fagus sylvatica překládá jako buk evropský, buk obecný nebo buk červený.

## Vzhled
Koruna je mohutná, pravidelného vejčitého tvaru. Kmen je štíhlý, pokrytý tenkou hladkou borkou bělošedé barvy, někdy s mírným namodralým nádechem. Srdcovitý kořenový systém s mohutnými kořeny do všech stran dobře ukotvuje strom v zemi a chrání před vývraty. Dožívá se 200-400 let.
Pupeny jsou úzce kuželovité a pichlavě zašpičatělé, červenohnědé a pokryté brvitými šupinami. Listy jsou řapíkaté, velmi mírně nepravidelně laločnaté (téměř celokrajné), široce vejčité, zašpičatělé, lysé, jen při kraji brvité.
Kvete v dubnu a květnu. Samčí květy rostou ve vztyčených svazečcích, samičí po dvou na konci letorostů.
Plody jsou bukvice – trojboké nažky v číšce pokryté měkkými ostny. Plody jsou jedlé, avšak ve velkém množství mírně toxické, kvůli svému obsahu tříslovin.
Vzhledem k vysoké variabilitě zejména ve tvaru listů je značná nejednotnost v taxonomii infraspecifických taxonomických jednotek (poddruhů, variet a forem).

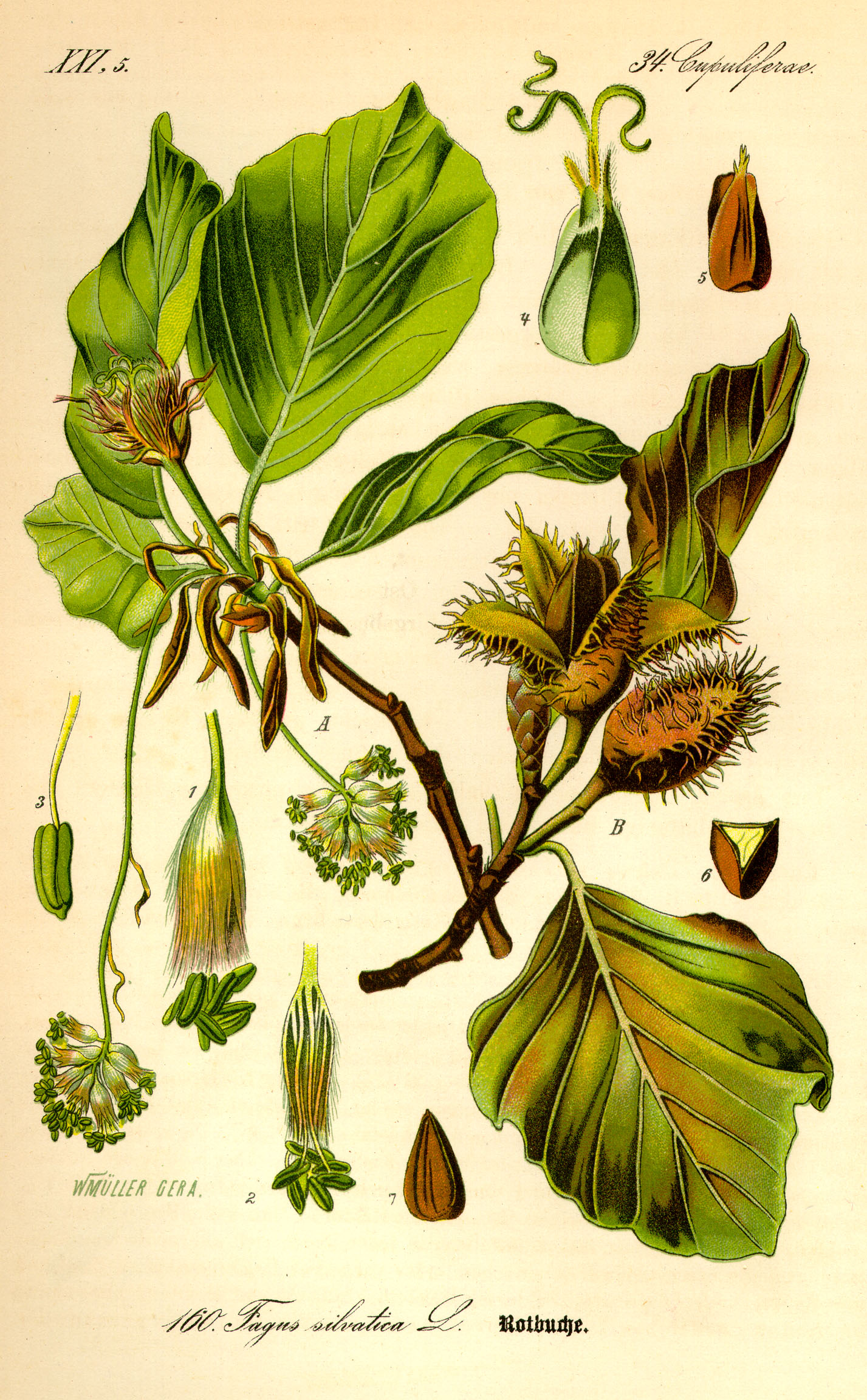
Buk lesní – naučná ilustrace

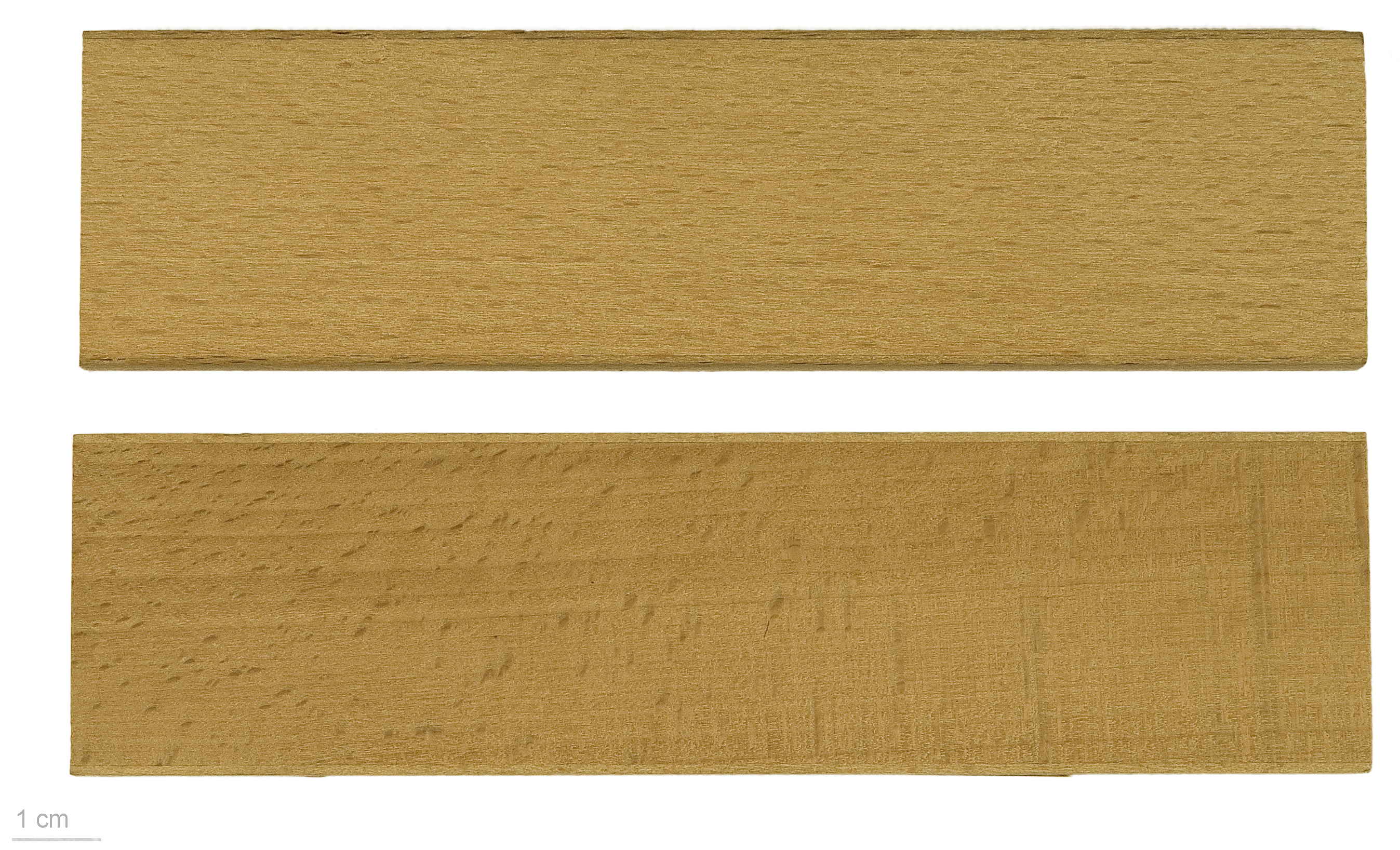
Vzorek bukového dřeva

## Rozšíření a ekologie
Buk lesní roste téměř v celé Evropě mírných zeměpisných šířek, ve vyšších polohách je rozšířen i v Evropě jižní. V jihovýchodní Evropě na něj navazuje buk východní (Fagus orientalis). Buk se přirozeně vyskytuje především v biotopech bučin, v České republice tedy v nadmořských výškách 300 až 1 000 m. Současný výskyt je oproti přirozenému výrazně omezen; přirozené zastoupení buku v českých lesích by tvořilo 40 %, vlivem masivní těžby a přeměny většiny bučin na převážně smrkové monokultury během 19. a 20. století pokleslo až na jednotky procent. Teprve v poslední letech se podíl buku díky výsadbám v České republice zvyšuje; k roku 2020 zaujímá plochu 235 755 ha, což je 9 %.
Na území České republiky se buk dostal po poslední době ledové až poměrně pozdě, cca 3 000 až 4 000 let př. n. l. Z větší části vytlačil jedli bělokorou. Do střední Evropy se dostal jak z jihozápadu, tak z jihovýchodu (šíření z jihu bránily Alpy). Někteří taxonomové spekulují o tom, že západní a východní buk jsou dokonce dva různé druhy (byly od sebe po celou poslední dobu ledovou a významnou část holocénu geograficky odděleny).[zdroj?]
Patří mezi dřeviny snášející značné zastínění; po jedli a tisu je prakticky nejstinnější lesní dřevinou. Nejlépe roste na vlhkých, dobře provzdušněných a minerálně bohatých humózních půdách. Půdu vysušuje více než smrk.
Buk lesní bývá napadán hálkotvorným parazitem bejlomorkou bukovou.

## Otravy
Plody jsou pro člověka za syrova mírně jedovaté, a to kvůli vyšší koncentraci taninů, tepelnou úpravou však jejich toxicita značně klesá. Při požití většího množství syrových semen dochází k zažívacím obtížím (nevolnost, průjem, případně zvracení), křečím, otupělosti a případně i ke známkám ochrnutí. Záleží ovšem na (velmi kolísajícím) obsahu jedovatých látek v rostlině i na citlivosti daného jedince, mnozí lidé konzumují syrové bukvice bez jakýchkoliv následků. První pomocí je vyvolání zvracení a podání dávky živočišného uhlí.

## Využití
Řada kultivarů se vysazuje v parcích jako okrasné stromy nebo masově pro dřevo. Bukové dřevo je velmi kvalitní, a proto se používá v nábytkářství (využívá se jeho dobré ohebnosti po ohřátí párou), truhlářství, na výrobu parket, železničních pražců či kuchyňského nářadí. Je velmi výhřevné. Dříve se suchou destilací bukového dřeva vyráběl methanol (dřevný líh) a bylo i materiálem pro výrobu dřevoplynu.

## Kultivary
| Kultivar                                            | Obrázek                          | Popis |
| --------------------------------------------------- | -------------------------------- | --- |
| Buk lesní nachový Fagus sylvatica 'Atropunicea'     | Fagus sylvatica 'Atropunicea'    | |
| Fagus sylvatica 'Asplenifolia'                      | Fagus sylvatica 'Asplenifolia'   | |
| Fagus sylvatica 'Cristata'                          | Fagus sylvatica 'Cristata'       | |
| Fagus sylvatica 'Pendula'                           | Fagus sylvatica 'Pendula'        | Převisle rostoucí kultivar buku lesního. Roste nepravidelně obloukovitě někdy až vodorovně. V dospělosti dosahuje do 12 – 16 m výšky a 20 m šířky, ale jsou známy exempláře, které jsou mnohokrát větší.                                              |
| Buk lesní červenolistý Fagus sylvatica 'Purpurea'   | Buk lesní                        | Na rozdíl od základního druhu je kultivar F.s. Purpurea charakteristický barvou listu, která je tmavě červenohnědá, přičemž listy jsou velké, lesklé a mělce zoubkaté. Je červenou variantou základního druhu, sadovnicky ceněn právě pro svou barvu. |
| Buk lesní dřípatý Fagus sylvatica 'Laciniata'       |                                  | |
| Buk lesní lemovaný Fagus sylvatica 'Roseomarginata' | Fagus sylvatica 'Roseomarginata' | |

## Památné stromy
| žijící - Buk v Mšeckých Žehrovicích - Buk v Oselcích - Kopřivnické buky - Pastýřský buk - Žižkův buk (Dobrá Voda) - Buk lesní stříhanolistý v Žamberku | zaniklé - Hejkal - Horákův buk - Hraniční buk (Cínovec) - Stifterův buk - Munzarův (Špetlův) buk |

- ostatní památné buky lesní